# Waldbühne Sigmaringendorf
Koordinaten: 48° 3′ 42,3″ N, 9° 15′ 43,92″ O

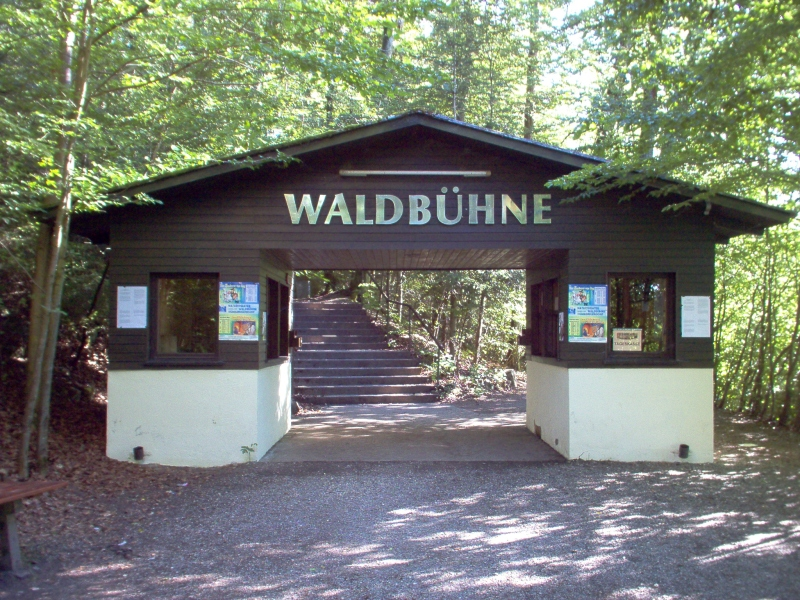
Der Eingang der Waldbühne Sigmaringendorf

Die Waldbühne Sigmaringendorf ist eine Freilichtbühne auf dem Gebiet der Gemeinde Sigmaringendorf im oberen Donautal. Die Bühne wird hauptsächlich für Amateurtheateraufführungen genutzt, aber auch Konzerte, Freilichtkinovorstellungen, Gottesdienste und andere Veranstaltungen finden dort statt. Betrieben wird die Bühne vom gleichnamigen Theaterverein Waldbühne Sigmaringendorf e. V., es bestehen Mitgliedschaften im Bund Deutscher Amateurtheater über den Landesverband Amateurtheater Baden-Württemberg und im Verband Deutscher Freilichtbühnen. Die Sigmaringendorfer Waldbühne ist die einzige Freilichtbühne im Landkreis Sigmaringen.

## Lage
Die Freilichtbühne liegt am südlichen Ortsrand von Sigmaringendorf in einer ehemaligen Kiesgrube und ist nach Süden, Osten und Norden von Wald umgeben. Westlich führt die Kreisstraße 107 von Sigmaringendorf nach Rulfingen an der Bühne vorbei und bildet gleichzeitig die Zufahrtsstraße zur Waldbühne. Die Bühnenanlage liegt oberhalb der Mündung der Lauchert in die Donau, der Donauradweg führt direkt an der Anlage vorbei.

## Geschichte
Die Geschichte der Sigmaringendorfer Waldbühne begann mit dem Beschluss zum Bau einer Freilichtbühne durch die Vorstandschaft des Sigmaringendorfer Theatervereins am 29. April 1928. Der Verwirklichung gingen jedoch bereits einige Jahre der Planung und eine lange Tradition der Liebe zu Theater und Literatur unter den Sigmaringendorfer Bürgern voraus. Die Bühne gehört zu den ältesten Freilichttheatern Baden-Württembergs.

### Vorgeschichte

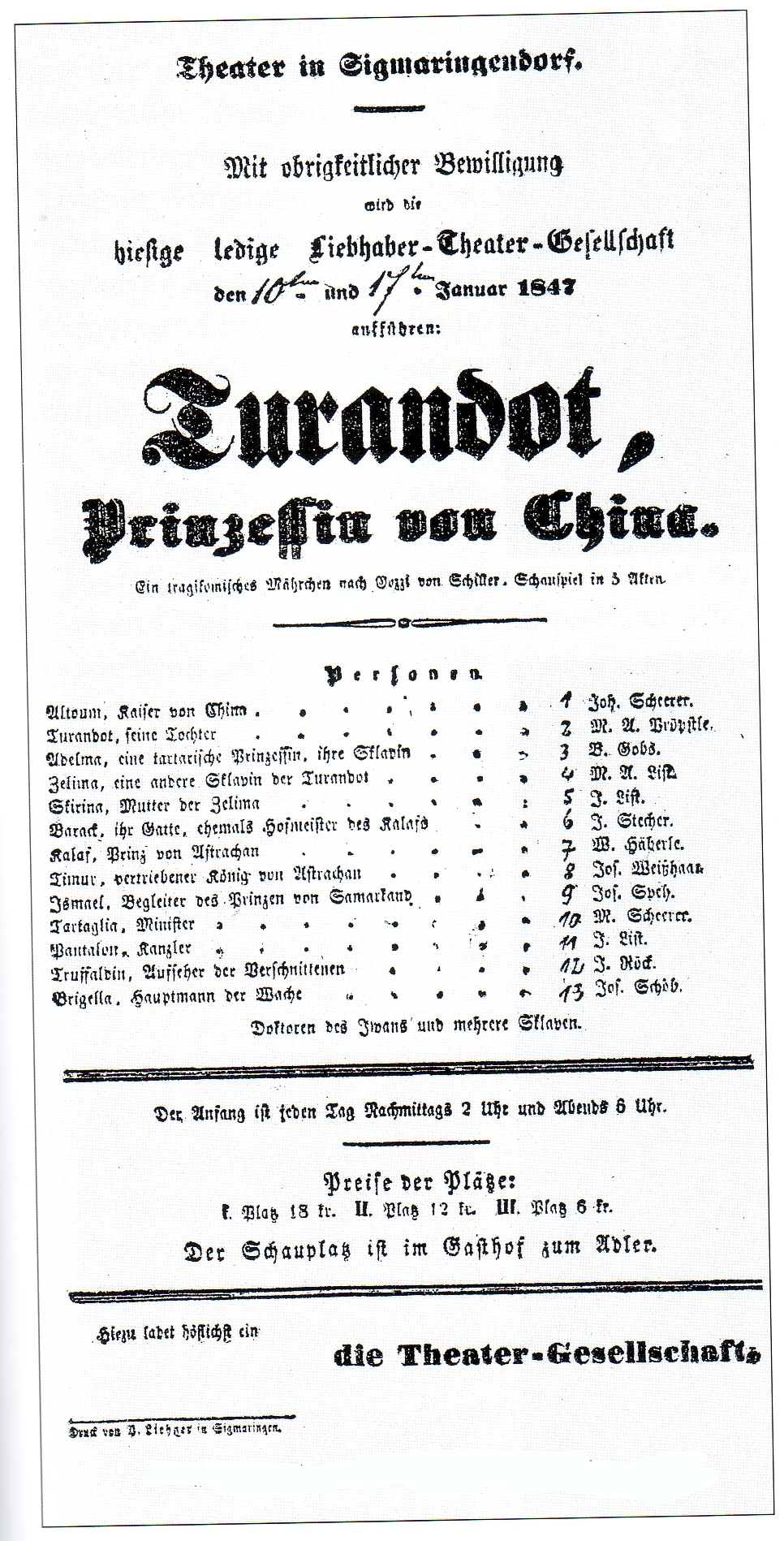
Einladung zur Turandot-Aufführung 1847

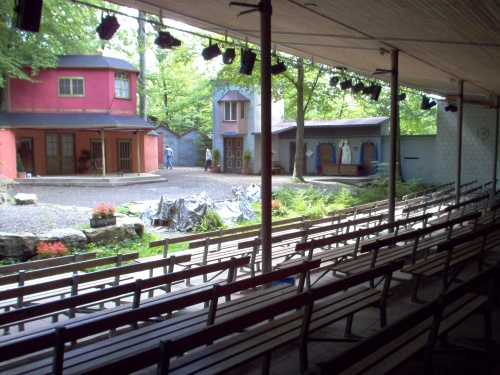
Die Waldbühne im Spieljahr 2006

Am 9. November 1844 schlossen sich 15 Einwohner der Gemeinde Sigmaringendorf, unter ihnen der damalige Schulmeister Plazidus Rebholz zum Bürger- und Leseverein zusammen, dessen offizielle Gründung mit 38 Mitgliedern am 5. Januar 1845 erfolgte. Den Zweck des Vereins umschrieben die Gründer so:

„eine Anzahl Bürger zu einem geschlossenen Kreise zu vereinigen, in welchem sie sich gegenseitig durch Gedankenaustausch und Lesen guter Schriften und Bücher unterhalten, ihr Wissen klären und erweitern und dadurch Kultur, Gewerbe und Landwirtschaft befördern wollten“

Die Chronik der Gemeinde Sigmaringendorf berichtet aus den Jahren 1847 und 1848 von Aufführungen einer aus dem Bürger- und Leseverein hervorgegangenen „ledigen Liebhaber-Theater-Gesellschaft“, die unter anderem Schillers Turandot auf die Bühne brachte. Von weiteren Theateraktivitäten wurde verstärkt ab 1895 berichtet, als mehrere Saalstücke aufgeführt wurden. Aus dem Ensemble entstand 1896 der Theaterverein Sigmaringendorf, der spätere Gründer- und Trägerverein der Waldbühne. Gespielt wurden während der Winterzeit hauptsächlich Heimat- und Rührstücke sowie Klassiker. Die Chronik berichtet auch von Gastspielen in Sigmaringen und Meßkirch.
Der Bürger- und Leseverein bestand parallel weiter, ab 1902 allerdings nur noch als „Leseverein“, bis die vereinseigene Bücherei 1935 von den nationalsozialistischen Machthabern in eine „Volksbücherei“ umgewandelt und in die Verantwortung der Gemeinde übergeben wurde. Eine Neugründung des Lesevereins nach dem Krieg fand nicht mehr statt.

### Entstehung der Waldbühne
Der Spielleiter des Sigmaringendorfer Theatervereins, Josef Wintergerst, kam nach dem Besuch der Hohentwiel-Festspiele in Singen auf die Idee, auch in Sigmaringendorf eine Freilichtbühne zu bauen. In freiwilliger Arbeit der Vereinsmitglieder entstand diese im Jahre 1928 und wurde, noch im selben Jahr, mit dem Drama Der arme Heinrich von Gerhart Hauptmann eingeweiht. Von da an führte der Sigmaringendorfer Theaterverein bis 1939 mit Ausnahme des Jahres 1938 jährlich ein Theaterstück auf.
Der Chronist der Gemeinde Sigmaringendorf beschreibt die Entstehung:

„Mitglieder des Theatervereins hatten schon wochenlang, hauptsächlich in ihrer Freizeit, voll Idealismus an der Anlage einer Freilichtbühne in der ehemaligen Kiesgrube am Aufgang zum Steighau gearbeitet. Als erstes Stück wurde auf dieser Freilichtbühne (…) das Drama Der arme Heinrich von Gerhart Hauptmann aufgeführt. Die Zahl der Besucher nahm immer mehr zu. Sowohl das Spiel wie auch die Bühne hatten von Seiten der jeweils großen Zuschauermenge reiche Anerkennung gefunden.“

### Die allererste Freilichtaufführung
Die Zeit der Freilichtaufführungen in Sigmaringendorf begann jedoch streng genommen nicht erst 1928 mit der Inbetriebnahme der Waldbühne: Unterstützung und Begeisterung für das Projekt hatten die Mitglieder des Theatervereins in der Bevölkerung bereits im Jahre 1926 geweckt, als auf der Festwiese von Sigmaringendorf, nur wenige Meter vom späteren Standort der Waldbühne entfernt, der Rütlischwur aus Schillers Wilhelm Tell aufgeführt wurde. Die Aufführung fand im Rahmen des 51. Gauturnfestes des Turngaus Hohenzollern statt und lockte zu später Stunde, gegen 22 Uhr, über 1000 Zuschauer an den Ort des Geschehens. Der Erfolg dieser Aufführung überzeugte die Skeptiker in der Gemeinde, die ursprünglich wenig Verständnis für den Bau einer Freilichtbühne aufbringen wollten, wie die Reaktion des damaligen Bürgermeisters August Stecher auf Wintergersts Vorschlag zeigt:

„Des goht doch it, wo wellet ihr au do da Vorhang na macha?“

In den ersten Jahren der Waldbühne wurden vor allem klassische Theaterstücke aufgeführt, die bekanntesten waren Schillers Braut von Messina, Goethes Faust und Götz von Berlichingen. Bereits im Jahre 1931 war die technische Ausstattung der Bühne so weit gediehen, dass erstmals Nachtaufführungen bei künstlicher Beleuchtung stattfinden konnten. Sappho von Franz Grillparzer stand in jenem Jahr auf dem Spielplan.

### Nationalsozialismus und Kriegszeit
Im Jahre 1934 wurde der Verein von den Nationalsozialisten gleichgeschaltet, das geplante Stück Die versunkene Glocke (erneut ein Hauptmann-Werk) wurde verboten, stattdessen beschloss die neue Vereinsführung, das Stück Im weißen Rößl aufzuführen. Ein Jahr später kam Die versunkene Glocke dann aber doch zur Aufführung.
Die Instrumentalisierung des Sigmaringendorfer Theatervereins durch die nationalsozialistischen Machthaber sorgte für heftige interne Querelen. Versammlungsprotokolle von 1937 und 1938 berichten von heftigen Wortgefechten, Vereinsaustritten und Amtsniederlegungen, die zur Folge hatten, dass im Jahr 1938 keine Aufführungen stattfanden. Ein Jahr später hatte sich jedoch wieder eine friedliche Spielerschar zusammengefunden und die Querelen beigelegt, sodass der Spielbetrieb wieder aufgenommen werden konnte.
Das Spieljahr 1939 war mit 7000 Besuchern das bis dahin erfolgreichste Jahr der Sigmaringendorfer Waldbühne. Zum ersten und einzigen Mal in der Geschichte der Bühne war der Zuschauerandrang so groß, dass mehreren hundert Besuchern der gewünschte Eintritt aus Platzgründen verweigert werden musste. Noch im selben Jahr jedoch erhielten die ersten Schauspieler den Stellungsbefehl und wurden zum Militär eingezogen, sodass die Spielzeit nicht zu Ende geführt werden konnte. Der Betrieb der Waldbühne ruhte ab dieser Zeit während des gesamten Zweiten Weltkriegs.
Die Waldbühne wurde in den Kriegsjahren zwar für kommunale Veranstaltungen genutzt, gleichzeitig jedoch auch immer wieder demoliert und geplündert, wohl vor allem für Brennholz und Reparaturen an eigenen Häusern.

### Neuanfang
Geplündert und zerstört präsentierte sich die Waldbühne nach dem Krieg. Den Verein, der bis dahin die Bühne betrieben hatte, gab es nicht mehr. Schließlich war es erneut Josef Wintergerst, der die Neugründung des Vereins betrieb und am 19. Februar 1949 schließlich vollenden konnte. Am 2. Juli genehmigte dann auch die französische Militärverwaltung den Theaterverein Sigmaringendorf, gerade noch rechtzeitig, dass im selben Jahr der Spielbetrieb wieder aufgenommen werden konnte.
In Anlehnung an den Beginn des Freilichttheaters in Sigmaringendorf im Jahre 1926 wurde erneut Wilhelm Tell aufgeführt. Die Aufführungen fanden in Ermangelung einer Beleuchtungsanlage bei Tageslicht statt, Zuschauer und Spieler mussten mit improvisierten Barackenlösungen zurechtkommen, für eine bauliche Wiederherstellung hatte zunächst das Geld gefehlt.
Schon ab 1950 jedoch konnten auch wieder Nachtaufführungen durchgeführt werden. Die Waldbühne erlebte in den 1950er Jahren einen großen Aufschwung. Erstmals wurden massive Werbemaßnahmen durchgeführt und neben der damals ungeheuren Zahl von 1300 Plakaten auch Sonderzüge aus Hechingen und Ebingen eingesetzt.

### Ausweitung der Nutzung

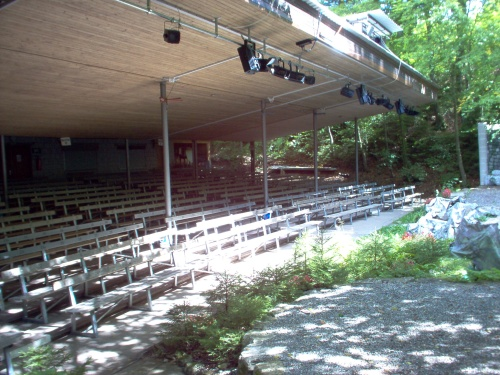
Der Zuschauerraum der Waldbühne

In den 1960er- und 1970er-Jahren wurde die Waldbühne baulich deutlich erweitert, um den steigenden Anforderungen an Komfort und Planungssicherheit Rechnung zu tragen. In diese Zeit fallen die zunächst teilweise, später vollständige Überdachung des Zuschauerraums, der Bau eines Souffleurgrabens und der Ausbau der technischen Anlagen im Bereich Licht- und Tontechnik. So ausgerüstet wurde die Bühne vielseitiger und konnte immer besser auch für Veranstaltungen außerhalb des Theaterbetriebs genutzt werden.

### Parallele Nutzung der Bühne
Seit 1979 wird die Bühne nicht mehr nur für ein Theaterstück genutzt. Der Theaterverein Sigmaringendorf gründete in diesem Jahr eine Jugendgruppe, die von da an jährlich, parallel zum sogenannten „Erwachsenenstück“ ein Kinderstück aufführte. Dies verschärfte natürlich die Anforderungen an den Bühnenbau, da nun zwei Stücke parallel auf ein und derselben Bühne dargebracht werden mussten.
Der Anstoß zur Gründung einer Kinder- und Jugendgruppe lag im Spielstück des Vorjahres begründet: 1978 führte der Theaterverein Zuckmayers Drama Der Rattenfänger auf. Darin zog der Schauspieler Gerold Rebholz als Rattenfänger mit einer Gruppe Kindern aus der Stadt. Diese Kindergruppe war es im Wesentlichen, die im Folgejahr unter der Leitung desselben Gerold Rebholz das erste Kinderstück in Sigmaringendorf präsentierte: Erich Kästners Emil und die Detektive. Rebholz blieb bis zum Jahre 2007 Spielleiter der Kinder- und Jugendgruppe.

### Kirchliche und politische Einflussnahme
Durch die Öffentlichkeitswirkung der Waldbühne sahen sich deren Betreiberverein und die dort agierenden Schauspieler wiederholt Versuchen politischer oder kirchlicher Einflussnahme ausgesetzt. Neben der Absetzung des Stückes Die versunkene Glocke 1934 durch die Nationalsozialisten gab es auch weitere Versuche, auf die Stückwahl und Gestaltung von außen einzuwirken. 1931 versuchten kirchentreue Bürger, einen Schauspieler von der Mitwirkung an Grillparzers Sappho abzubringen, da es sich in ihren Augen um ein unzüchtiges Stück handelte. Die Bedenken der kirchlichen und örtlichen Würdenträger konnten damals aber durch eine öffentliche Probe unter Teilnahme des Ortspfarrers und des Bürgermeisters ausgeräumt werden. Zwei Jahre später kam der Angriff aus der Gegenrichtung: Anlässlich des außerordentlichen Heiligen Jahres 1933 wurde die Aufführung des Stückes Die Andacht zum Kreuz von Pedro Calderón de la Barca beschlossen. Die in Sigmaringendorf durch die Arbeiterschaft der Fürstlich Hohenzollerischen Hüttenwerke Laucherthal traditionell starke Kommunistische Partei hängte öffentlich eine rot umrandete „Gratulation zur Stückwahl“ aus, in welcher Spielleiter Josef Wintergerst „Verrat an den Interessen der Arbeiterschaft“ und „Freund- und Gönnerschaft zur Kirche“ vorgeworfen wurde. In der Hohenzollerischen Volkszeitung veröffentlichte Wintergerst am 9. Februar 1933 eine Entgegnung, in der er sich zu den Prinzipien christlichen Glaubens bekannte. Das Stück wurde wie geplant aufgeführt.
Erfolgreicher war die Einflussnahme der Kirche im Jahre 1955, als die Streichung des geplanten Stückes Der Pfarrer von Kirchfeld von Ludwig Anzengruber erreicht wurde, der Klerus sah sich in diesem Stück verunglimpft. Ein wenig obrigkeitliche Bedenken kamen dann nochmals im Jahre 1982 auf, als das Stück Stokkerlok und Millipilli von Rainer Hachfeld und Volker Ludwig als Kinderstück aufgeführt wurde. Da sich in diesem Stück Kinder über einen Uniformierten lustig machen („Es ist verboten, zu verbieten!“) wurde in einigen Kindergärten und Schulen des Kreises darüber diskutiert, ob Kindern tatsächlich der Besuch dieses Stückes empfohlen werden könne. Aber auch wenn schließlich eine Glosse der Lokalzeitung zum Schluss kam, dass hier „wohl kaum eine sittliche Gefährdung der Kinder beim Theaterbesuch eintreten würde“, sollte dieses Werk doch als das am schwächsten besuchte Stück in der Geschichte des Kindertheaters auf der Waldbühne in deren Geschichte eingehen.

## Infrastruktur der Bühne heute

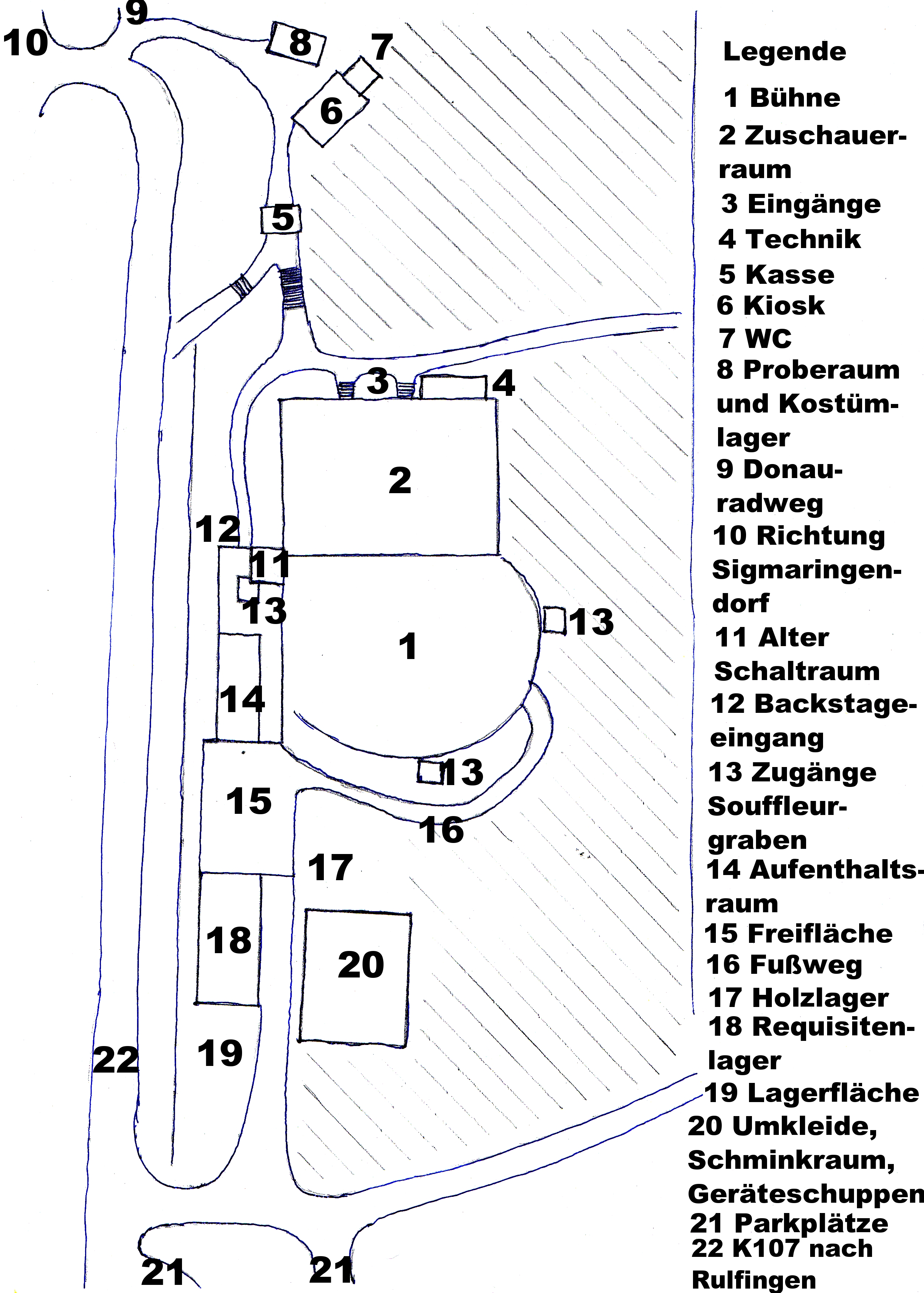
Lageplan der Waldbühne, Skizze ist nicht maßstabsgerecht, Grafik zeigt den baulichen Zustand von 2012, vor dem Bau des Rollstuhlzugangs

Herzstück der Anlage ist die eigentliche Bühne, eine Kiesfläche mit drei fest installierten Podesten links, Mitte hinten und rechts. Zugänge zur Bühne sind von links über eine Treppe aus dem Wald, einen Fußweg hinter der Bühne oder einen verborgenen Aufgang aus dem Souffleurgraben möglich. Auch in der Mitte und auf der rechten Bühnenseite bestehen Zugänge zum Graben, sodass jeder mögliche Auftrittsort vor den Blicken der Zuschauer geschützt erreicht werden kann. Weitere Bühnenzugänge sind links und rechts durch den Zuschauerraum möglich, beziehungsweise entstehen diese durch die jährlich wechselnden Gegebenheiten des Bühnenbaus.

### Der Zuschauerraum
Der heutige Zuschauerraum bietet in fünf Blöcken zu je 12 bis 13 Bankreihen Platz für etwa 670 Zuschauer. Die Kapazität kann durch Zusatzbestuhlung bei Bedarf auf etwa 750 Plätze erweitert werden. Die Bankreihen sind Holzbänke mit Lehne und bieten jeweils zehn Personen Platz. Der Zugang zum Zuschauerraum führt geländebedingt über mehrere Treppen. Ein barrierefreier Zugang für Gehbehinderte, Rollstuhlfahrer oder Kinderwagen war lange Zeit nur über den Schauspielereingang und die Bühne möglich, bis 2013 eine Rampe vom Kassenhaus zu einem neu geschaffenen, seitlichen Eingang in den Zuschauerraum gebaut wurde.
Nach Norden und nach Westen (zur Rulfinger Straße) hin ist der Zuschauerraum durch Wände abgeschlossen, um einen besseren Lärmschutz zu erreichen, nach Osten ist der Raum zum Wald hin offen. Die Südseite stellt die Bühne dar.
Das Dach des Zuschauerraums wird von insgesamt zehn Säulen getragen, die jeweils zwischen den Zuschauerblöcken stehen, um die Sichtbehinderung für das Publikum so gering wie möglich zu halten.

### Hinter den Kulissen
Der Betrieb der Bühne erfordert einige weitere Bauwerke. Unter der Bühne führt der bereits erwähnte Souffleurgraben durch, der an drei Stellen betreten und verlassen werden kann und somit nicht nur dem Souffleur, sondern auch den Schauspielern dient, die hierdurch ihre Auftrittsorte ungesehen erreichen. Hinter der Bühne befindet sich ein Aufenthaltsraum, Lagerstätten für Kulissenmaterial und Requisiten, sowie ein Gebäude mit Werkstatt, Schminkraum und Umkleiden. Letzteres wurde 2016 um gut vier Meter verbreitert, um mehr Schminkplätze für steigende Mitspielerzahlen zu schaffen.

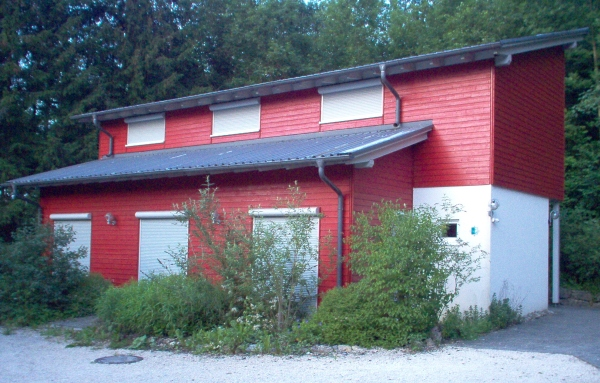
Probengebäude und Kostümlager

Bevor der Zuschauer die Bühne zu Gesicht bekommt, passiert er das Probengebäude und Kostümlager, den Kiosk mit angeschlossenen Toiletten, sowie das Kassenhäuschen, das den eigentlichen Eingang der Waldbühne markiert. Oberhalb der Bühnenanlage befinden sich zwei große Parkplätze, ein weiterer Parkplatz liegt etwa 150 Meter oberhalb jenseits der Rulfinger Straße (Kreisstraße 107).

### Technik
Die größtenteils am und auf dem Dach des Zuschauerraums montierte Licht- und Tontechnik wird von einem Technikraum mit Lager, der sich am hinteren Ende des Zuschauerraums neben der Eingangstür anschließt, gesteuert. Der frühere Schaltraum an der rechten Seite der Bühne wird seit dem Bau des neuen Raumes nur noch als Lagerstätte benutzt.

## Bauliche Entwicklung
Mit der ursprünglichen Waldbühne von 1928 hat die heutige Anlage aus baulicher Sicht nicht mehr viel gemeinsam. Etliche bauliche Veränderungen wurden seither vorgenommen.

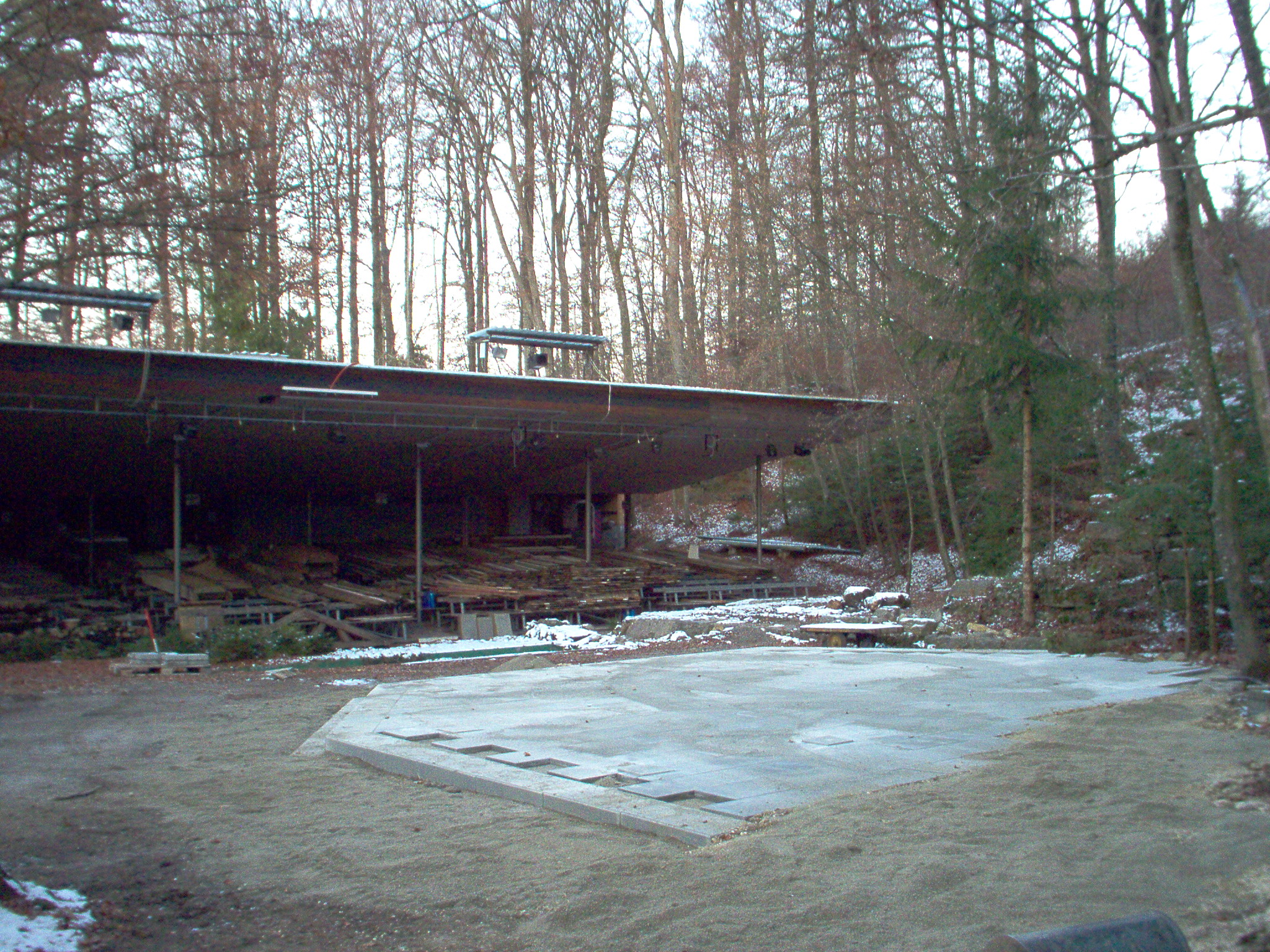
Die leere Waldbühne im Winter, Kulissen sind abgebaut und im Zuschauerraum gelagert

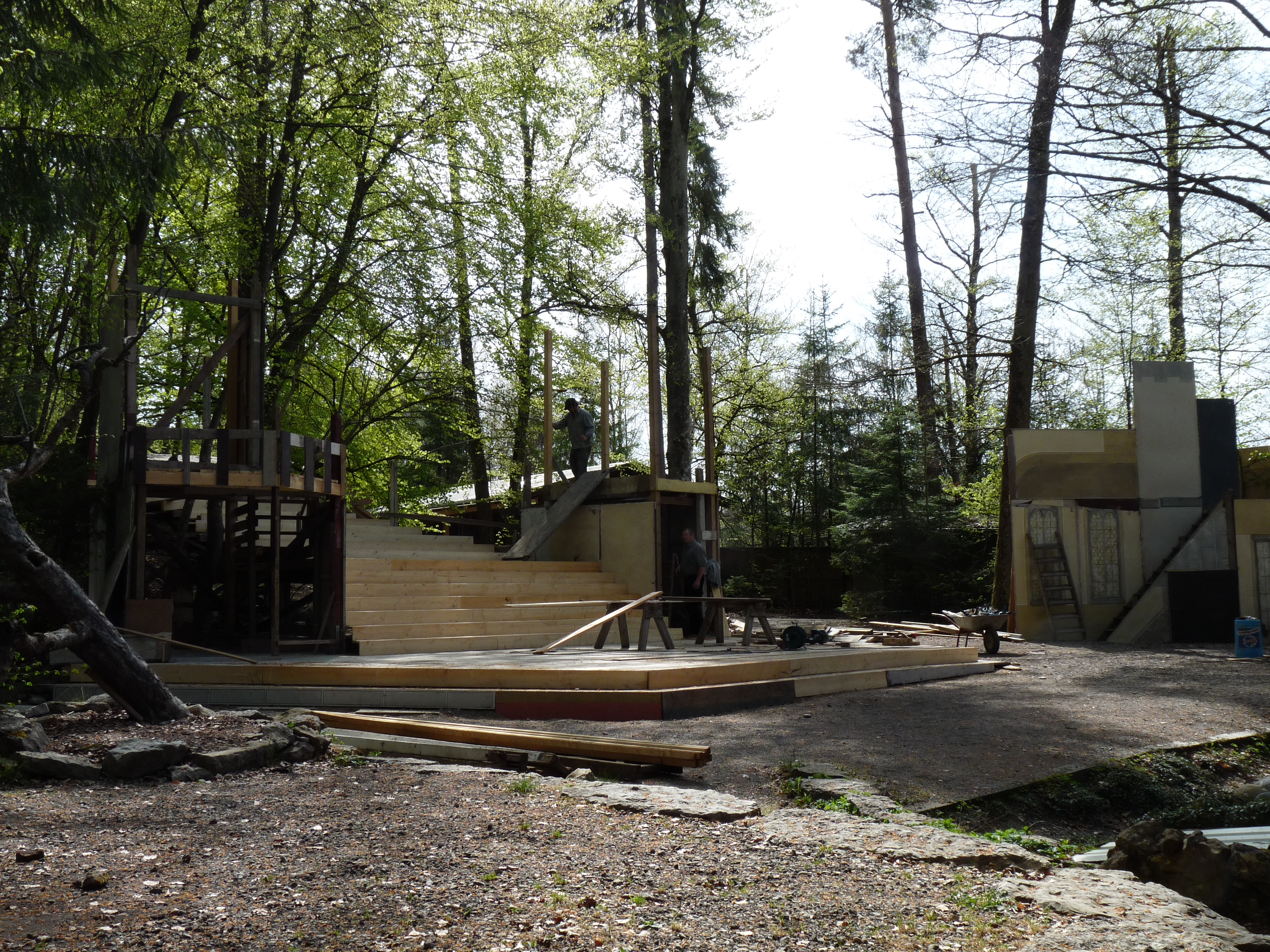
Der Bühnenbau wird von Vereinsmitgliedern in Eigenregie gemeistert

### Die Anlage
Schon 1928 standen, wie noch heute, Holzbänke für die Zuschauer zur Verfügung, damals noch von schattenspendenden Bäumen durchsetzt, leicht ansteigend aufgereiht und die Bühne bot Platz für über 1000 Zuschauer. 1931 wurde ein erster Souffleurgraben ausgehoben, nahezu alle Anlagen der Bühne jedoch im Zweiten Weltkrieg zerstört und ausgeplündert. 1949 wurden Bühne und Zuschauerraum provisorisch in der ursprünglichen Anordnung wieder aufgebaut, 1950 um Umkleideräume und Toiletten ergänzt. Ein zu dieser Zeit aufkeimender Plan, eine Drehbühne einzurichten wurde in den frühen 1960er Jahren wieder verworfen, der erwartete Nutzen stand in keinem Verhältnis zum Aufwand.
1968 begann die Überdachung des Zuschauerraums, die 1987 vervollständigt wurde. Seither musste nur noch selten eine Aufführung wegen schlechter Witterung abgesagt oder unterbrochen werden.
Anfang der 1970er Jahre veränderte sich die Waldbühne gravierend. Der Ausbau der benachbarten Rulfinger Straße machte eine Verlegung des Bühnenzugangs, des Kassenhäuschens und des Kiosks nötig, was zum Bau eines neuen Kiosks mit sanitären Anlagen führte.
Die Baracke, in der Schmink- und Umkleideräume untergebracht waren, fiel am 16. März 1978 einer Brandstiftung zum Opfer und wurde durch ein neues, massives Gebäude ersetzt, das gleichzeitig eine Werkstatt beinhaltet.
1980 wurde der Zuschauerraum im Rahmen der Teilerweiterung der Überdachung mit einer Schallschutzmauer zur Rulfinger Straße hin versehen und der Souffleurgraben erneuert, ein alter Requisitenlagerschuppen wurde 1983 und 1984 erneuert und vergrößert.
1987 schließlich wurden die Wege im Zuschauerraum befestigt und die Überdachung vollendet und in die Form gebracht, die er noch heute hat.
Eine weitere größere Baumaßnahme war die Erstellung eines Probengebäudes mit Kostümlager im Jahre 1998, das auch das Vereinsarchiv beinhaltet. Im Frühjahr 2013 wurde an der westlichen Seitenwand des Zuschauerraums ein weiterer Eingang geschaffen und über eine 36 Meter lange Rampe mit dem Kassenhaus verbunden, um für Rollstuhlfahrer und Gehbehinderte eine treppenfreie Zugangsmöglichkeit zu schaffen. Im Zuge dieser Baumaßnahme wurde der gesamte Eingangsbereich neu gestaltet. Im Jahr 2025 konnte mit einer Verlängerung dieser Rampe zum Gehweg an der Kreisstraße und einer gleichzeitigen Einrichtung zweier Behindertenparkplätze der Zugang für Menschen mit besonderen Anforderungen weiter vereinfacht werden, ebenso wurde ein Zuschauerleitsystem installiert.
Die heutige Anlage bietet somit mehr Komfort und Planungssicherheit als früher, auch wenn die Idylle der ersten Jahre der Waldbühne dadurch sicherlich eingeschränkt ist, die 1929 von der Meßkircher Zeitung beschrieben wurde:

„Der Platz ist ausgezeichnet gelegen. Kaum daß wir eintreten in ‚des Gottes Fichtenhain‘ sind wir schon mitten darin vor der Bühne. Drei Tore tun sich auf vor unseren entzückten Blicken. (…) Natürlicher könnte dieses Naturtheater nicht hineingebettet sein in diesen schönen und anmutigen Winkel.“

### Der Bühnenbau
Ein zweiter Bereich, in welchem Jahr für Jahr große Veränderungen auf der Waldbühne geschehen, ist der Auf- und Umbau der jeweiligen Kulissen. Bis auf das Jahr 1964 wurden die Kulissen jedes Jahr abgebaut und gelagert, um das Material zu schonen und in der folgenden Spielzeit wieder verwerten zu können. Der Bühnenbau geschieht zu einem großen Teil in Eigenregie der Schauspieltruppe und ehrenamtlich, gelegentlich aber auch mit Unterstützung der Gemeinde Sigmaringendorf und professionellen Firmen.

## Zuschauerzahlen und Einzugsbereich

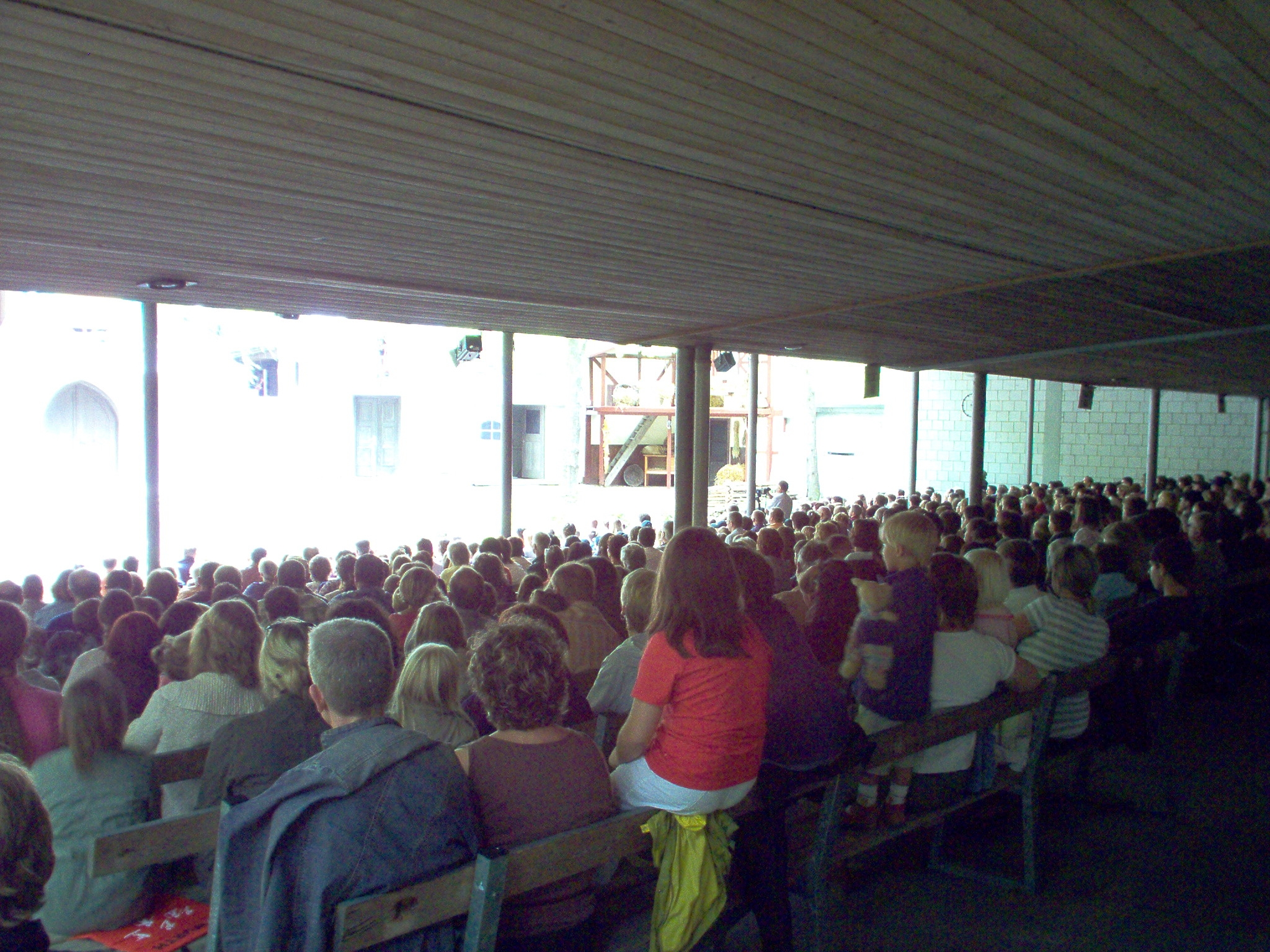
Ausverkaufter Zuschauerraum

Der Zuschauerraum der Waldbühne bietet knapp 700 Menschen Platz. Jährlich besuchen mehr als 15.000 Besucher die rund 25 Theateraufführungen, die Besucherzahlen der sonstigen Veranstaltungen sind sehr unterschiedlich.
Einen starken Aufschwung der Zuschauerzahlen erlebte die Waldbühne in den Jahren 2013 und 2014, als zweimal hintereinander ein neuer Besucherrekord verzeichnet wurde, zunächst lockten 2013 die Stücke Das Dschungelbuch und Romeo und Julia 15.913 Besucher an, 2014 überboten Ronja Räubertochter und Die Päpstin mit 17.208 Zuschauern dieses Ergebnis noch einmal, wobei Die Päpstin eine Auslastung von 99,4 % erreichte. Im Jahr 2019 konnte mit einer Gesamtauslastung von 96,4 % ein weiterer Rekordwert verbucht werden, aufgrund der um eins geringeren Anzahl an Aufführungen wurde der absolute Zuschauerhöchstwert mit einer Gesamtbesucherzahl von 16.809 knapp verfehlt.
Die Besucherstrukturen, die Gäste weit über den Landkreis Sigmaringen hinaus aufweisen, zeigen, dass die Waldbühne über die Grenzen der Region hinaus bekannt ist. In den 1960er und 1970er Jahren wurden wiederholt Aufführungen auf der Waldbühne vom Südwestfunk aufgezeichnet und im Regionalfernsehen ausgestrahlt.

## Aufführungen und Veranstaltungen

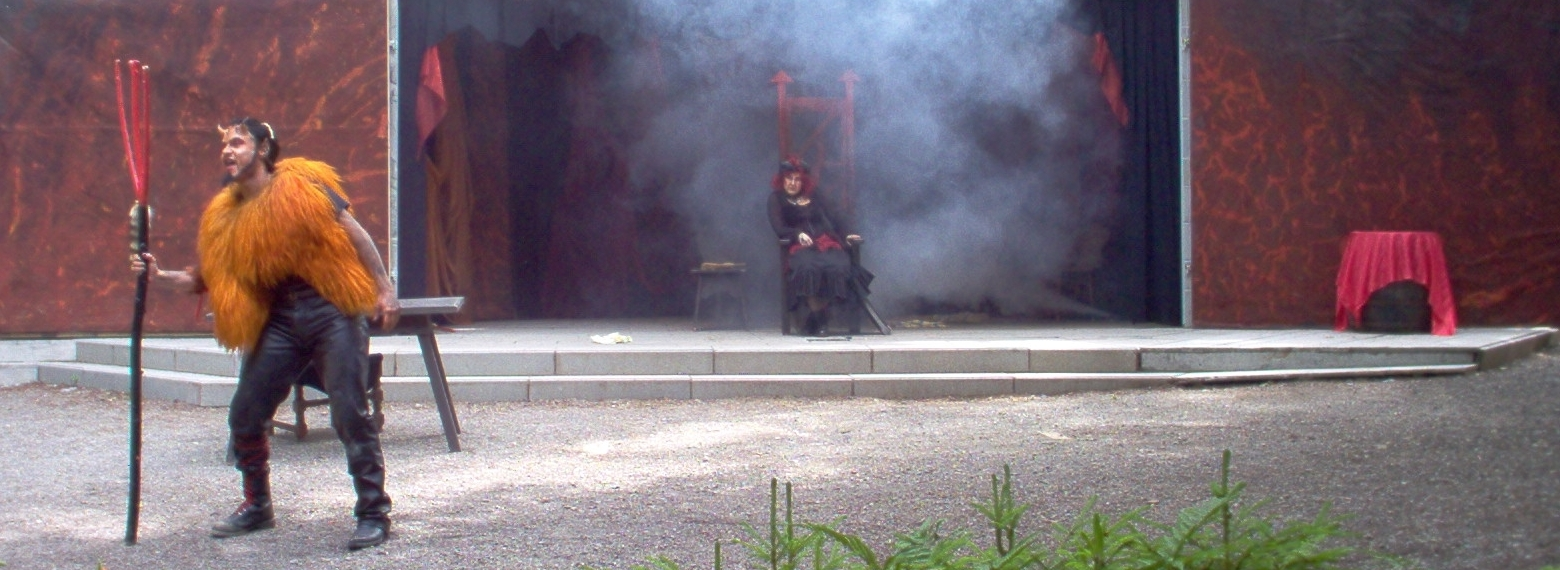
Szenenfoto aus „Der Teufel mit den drei goldenen Haaren“, 2008

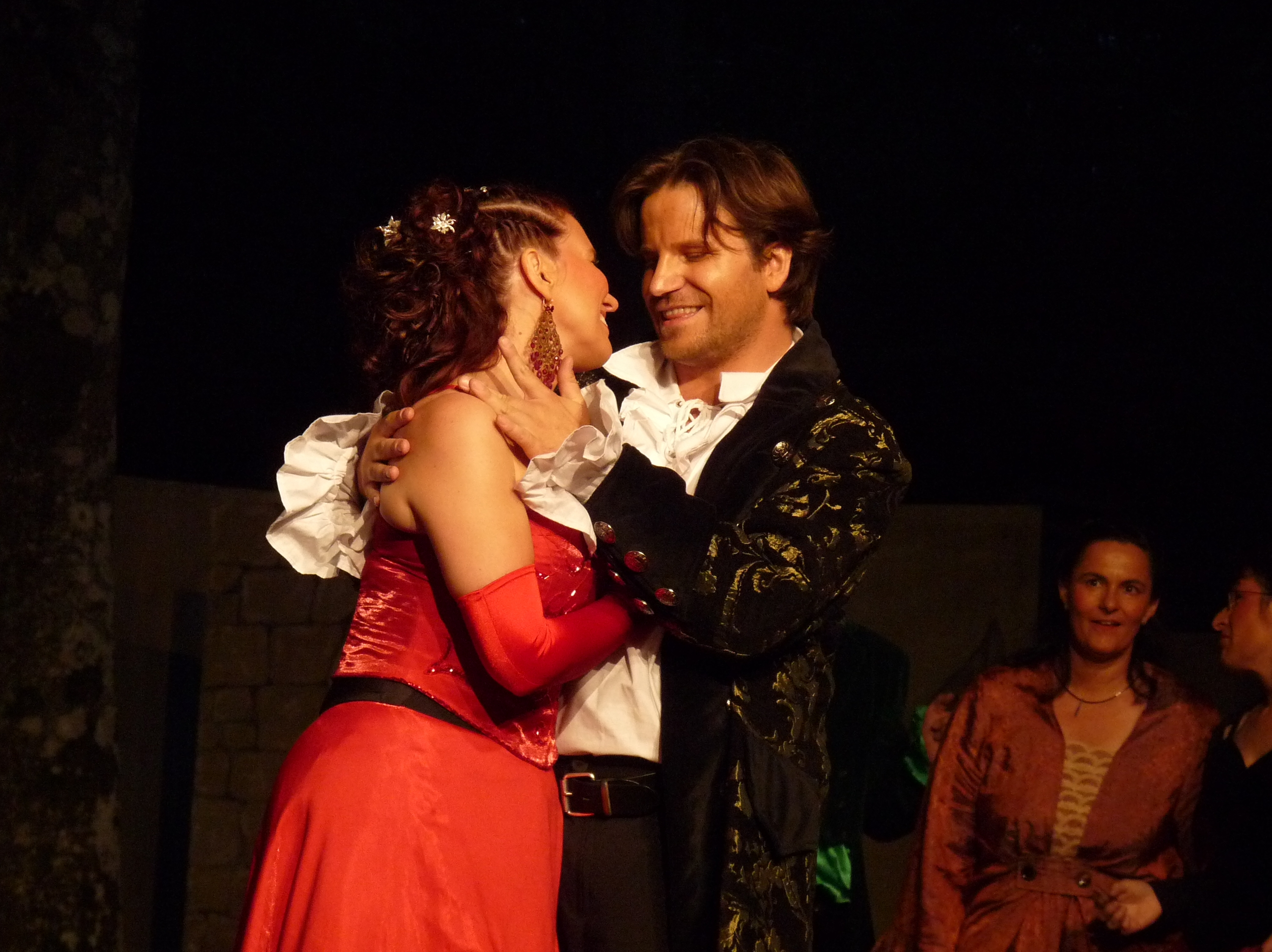
„Jedermann“, Spielzeit 2009

Bis heute (Stand Sommer 2025) wurden auf der Waldbühne Sigmaringendorf genau 129 Theaterstücke inszeniert, das heißt, es gab bereits weit über 1.000 Theateraufführungen, darunter so bekannte Werke wie „Ein Sommernachtstraum“, „Götz von Berlichingen“ oder „Pippi Langstrumpf“.
In den Spielzeiten 2020 und 2021 mussten die geplanten Stücke Die kleine Hexe und Die Feuerzangenbowle aufgrund der COVID-19-Pandemie abgesagt werden, stattdessen wurde im Herbst 2020 in der örtlichen Festhalle das Kammerspiel Der Vorname aufgeführt und im Sommer 2021 von Jugendspielern ein Stationentheater mit dem Titel „Malefiz - Hohenzollerns Hexenkinder“ auf dem Gelände der Waldbühne inszeniert. Im Sommer 2022 wurde als „Rückkehr aus Pandemiezeiten“ ein generationenübergreifendes Großprojekt von Jugend- und Erwachsenenspielgruppe mit dem Stück Alice im Wunderland gezeigt. Im Jahr 2024 zeigt die Waldbühne zwei Stücke, nämlich Peter Pan als Kinder- / Jugendstück, sowie Der große Gatsby als Erwachsenenstück.
Seit dem Jahr 1966 feiert die Pfarrgemeinde Sigmaringendorf ihren Fronleichnamsgottesdienst bei guter Witterung auf der Waldbühne, von wo aus anschließend die Gläubigen eine Prozession in die Pfarrkirche Sigmaringendorf abhalten.
Zum 90-jährigen Bühnenjubiläum 2018 fand erstmals ein Poetry Slam auf der Bühne statt. Dieser etablierte sich schnell und wird seither jährlich veranstaltet.

### Bisher aufgeführte Werke
Nicht jedes Theaterstück ist zur Aufführung auf einer Freilichtbühne geeignet. Es muss zur Größe und Beschaffenheit der zur Verfügung stehenden Fläche passen und in den Anforderungen, die es an den Kulissenbau stellt, angemessen sein. So kamen auf der Waldbühne in Sigmaringendorf seit 1928 bei 129 gespielten Stücken 91 erstmals zur Aufführung, 38-mal kam es zur Wiederholung bereits gespielter Werke, teilweise in unterschiedlichen Fassungen.
Standen bis in die 1950er Jahre hauptsächlich Klassiker des Theaters auf dem Spielplan, so kamen ab etwa 1960 auch vermehrt Volksstücke zur Aufführung. In der jüngeren Vergangenheit wird meist zwischen Komödien und ernsteren Stücken abgewechselt.
Die am häufigsten genannten Autorennamen in den Programmen der Waldbühne sind Astrid Lindgren und Paul Wanner. Wanner, der in den 1960er Jahren auch mehrfach auf der Waldbühne zu Gast war, lieferte achtmal die Vorlage für eine Waldbühnenaufführung. Allerdings sind viele seiner Stücke Adaptionen älterer Werke. Bereits zehnmal zur Aufführung kamen Stücke der Schwedin Lindgren (bzw. Stücke, die auf Lindgrens Romanen beruhen). Neben diesen beiden sind insbesondere William Shakespeare mit sieben, Johann Nestroy mit fünf, sowie Carl Zuckmayer mit vier Aufführungen häufig gespielte Autoren in Sigmaringendorf. Sieben Inszenierungen beruhten zudem auf Grimms Märchen.

### Verzeichnis der Aufführungen
| Erwachsenenstück                                                             | Autor                                                                        | Spieljahr | Kinderstück                                                     | Autor                                                            |
| ---------------------------------------------------------------------------- | ---------------------------------------------------------------------------- | --------- | --------------------------------------------------------------- | ---------------------------------------------------------------- |
| Das Leben ist ein Fest                                                       | Stephan Eckel                                                                | 2025      | Robin Hood                                                      | Christian Schönfelder                                            |
| Der große Gatsby                                                             | Francis Scott Fitzgerald                                                     | 2024      | Peter Pan                                                       | J. M. Barrie                                                     |
| Buona Sera Mrs. Campbell                                                     | Viktoria Schubert                                                            | 2023      | Aladin und die Wunderlampe                                      | Sabrina Gabler                                                   |
| Alice im Wunderland                                                          | Nadja Kiesewetter nach Lewis Carroll                                         | 2022      | Gemeinsames Erwachsenen- und Kinderstück                        | Gemeinsames Erwachsenen- und Kinderstück                         |
| keine Aufführungen aufgrund der COVID-19-Pandemie                            | keine Aufführungen aufgrund der COVID-19-Pandemie                            | 2021      | keine Aufführungen aufgrund der COVID-19-Pandemie               | keine Aufführungen aufgrund der COVID-19-Pandemie                |
| keine Aufführungen aufgrund der COVID-19-Pandemie                            | keine Aufführungen aufgrund der COVID-19-Pandemie                            | 2020      | keine Aufführungen aufgrund der COVID-19-Pandemie               | keine Aufführungen aufgrund der COVID-19-Pandemie                |
| Der Hundertjährige                                                           | Jonas Jonasson                                                               | 2019      | Michel in der Suppenschüssel                                    | Anne-Liese Kornitzky nach Astrid Lindgren                        |
| Robin Hood                                                                   | Luna Selle                                                                   | 2018      | Dornröschen – Heckenkampf im Feenland                           | Alexander Speh nach den Brüdern Grimm                            |
| The Purple Rose of Cairo                                                     | Gil Mehmert nach Woody Allen                                                 | 2017      | Die Schatzinsel                                                 | Theodor Schübel nach Robert Louis Stevenson                      |
| Dracula                                                                      | Bram Stoker                                                                  | 2016      | Die Schöne und das Biest                                        | Walter Edelmann                                                  |
| Ein Sommernachtstraum                                                        | William Shakespeare                                                          | 2015      | Simba, König der Tiere                                          | Robert Hesse                                                     |
| Die Päpstin                                                                  | nach Donna W. Cross                                                          | 2014      | Ronja Räubertochter                                             | nach Astrid Lindgren                                             |
| Romeo und Julia                                                              | William Shakespeare                                                          | 2013      | Das Dschungelbuch                                               | Peter Jahreis nach Rudyard Kipling                               |
| Das Haus in Montevideo                                                       | Curt Goetz                                                                   | 2012      | Schneewittchen                                                  | nach den Gebrüdern Grimm                                         |
| Les Misérables                                                               | Victor Hugo                                                                  | 2011      | Pippi Langstrumpf                                               | Astrid Lindgren                                                  |
| Die lustigen Weiber von Windsor                                              | William Shakespeare                                                          | 2010      | Mein Freund Wickie                                              | Josef Göhlen und Christian Bruhn nach Runer Jonsson              |
| Jedermann                                                                    | Hugo von Hofmannsthal                                                        | 2009      | Die Biene Maja & ihre Abenteuer                                 | Rainer Lenz nach Waldemar Bonsels                                |
| Don Camillo und Peppone                                                      | Gerold Theobald nach Giovannino Guareschi                                    | 2008      | Der Teufel mit den drei goldenen Haaren                         | Friedrich-Wilhelm Mielke/Gerold Rebholz nach den Gebrüdern Grimm |
| Der Glöckner von Notre-Dame                                                  | Victor Hugo                                                                  | 2007      | Der Zauberer von Oz                                             | Oliver von Fürich nach Lyman Frank Baum                          |
| Der Florentinerhut                                                           | Eugène Labiche                                                               | 2006      | Jim Knopf und Lukas der Lokomotivführer                         | Michael Ende                                                     |
| Der Besuch der alten Dame                                                    | Friedrich Dürrenmatt                                                         | 2005      | Pinocchio                                                       | Carlo Collodi                                                    |
| Viel Lärm um nichts                                                          | William Shakespeare                                                          | 2004      | Simba – König der Tiere (nach einem afrikanischen Volksmärchen) | Robert Hesse                                                     |
| Die Feuerzangenbowle                                                         | Jürgen Peter nach Heinrich Spoerl                                            | 2003      | Ronja Räubertochter                                             | Astrid Lindgren                                                  |
| Der Rattenfänger                                                             | Carl Zuckmayer                                                               | 2002      | Das Dschungelbuch                                               | Peter Jahreis nach Rudyard Kipling                               |
| Das Wirtshaus im Spessart                                                    | Kurt Hoffmann                                                                | 2001      | Emil und die Detektive                                          | Erich Kästner                                                    |
| Ein Sommernachtstraum                                                        | William Shakespeare                                                          | 2000      | Pippi Langstrumpf                                               | Astrid Lindgren                                                  |
| Das Haus in Montevideo                                                       | Curt Goetz                                                                   | 1999      | Die kleine Hexe                                                 | Otfried Preußler                                                 |
| Hexenjagd                                                                    | Arthur Miller                                                                | 1998      | Die Brüder Löwenherz                                            | Astrid Lindgren                                                  |
| Der böse Geist Lumpazivagabundus                                             | Johann Nestroy                                                               | 1997      | Jim Knopf und Lukas der Lokomotivführer                         | Michael Ende                                                     |
| Robin Hood                                                                   | Konstantin Tsakalidis/Joachim Buck                                           | 1996      | Ronja Räubertochter                                             | Astrid Lindgren                                                  |
| Don Camillo und Peppone                                                      | Sabine Thiesler nach Giovanni Guareschi                                      | 1995      | Der Zauberer von Oz                                             | Oliver von Fürich nach Lyman Frank Baum                          |
| Der Schönbacher Wasserfall                                                   | Georg Neugart                                                                | 1994      | Pinocchio                                                       | Carlo Collodi                                                    |
| Piroschka                                                                    | Hugo Hartung                                                                 | 1993      | Das Dschungelbuch                                               | Peter Jahreis nach Rudyard Kipling                               |
| Der Florentinerhut                                                           | Eugène Labiche                                                               | 1992      | Der Sängerkrieg der Heidehasen                                  | James Krüss                                                      |
| Die lustigen Weiber von Windsor                                              | William Shakespeare                                                          | 1991      | Pippi Langstrumpf                                               | Astrid Lindgren                                                  |
| Hin und Her                                                                  | Ödön von Horváth                                                             | 1990      | Die Räuber von Kardemomme                                       | Thorbjørn Egner                                                  |
| Robert der Teufel                                                            | Johann Nestroy                                                               | 1989      | Michel in der Suppenschüssel                                    | Astrid Lindgren                                                  |
| Das Wirtshaus im Spessart                                                    | Kurt Hoffmann                                                                | 1988      | Klettermaus und die anderen Tiere im Hackebackewald             | Thorbjørn Egner                                                  |
| Ein Dorf ohne Männer                                                         | Ödön von Horváth                                                             | 1987      | Die kleine Hexe                                                 | Otfried Preußler                                                 |
| Ein Engel kommt nach Babylon                                                 | Friedrich Dürrenmatt                                                         | 1986      | Der Teufel mit den drei goldenen Haaren                         | Friedrich-Wilhelm Mielke/Gerold Rebholz nach den Gebrüdern Grimm |
| Ein Sommernachtstraum                                                        | William Shakespeare                                                          | 1985      | Pippi Langstrumpf                                               | Astrid Lindgren                                                  |
| Schneider Wibbel                                                             | Hans Müller-Schlösser                                                        | 1984      | Das tapfere Schneiderlein                                       | Karl Vibach nach den Gebrüdern Grimm                             |
| Die Altweibermühle                                                           | Paul Wanner                                                                  | 1983      | Der gestiefelte Kater                                           | Fritz Hellmann nach den Gebrüdern Grimm                          |
| Im weißen Rößl                                                               | Gustav Kadelburg/Oscar Blumenthal                                            | 1982      | Stokkerlok und Millipilli                                       | Rainer Hachfeld/Volker Ludwig                                    |
| Der tolle Tag                                                                | Pierre Augustin Caron de Beaumarchais                                        | 1981      | Pinocchio                                                       | Carlo Collodi                                                    |
| Das kalte Herz                                                               | Paul Wanner nach Wilhelm Hauff                                               | 1980      | Die kleine Hexe                                                 | Otfried Preußler                                                 |
| Das Haus in Montevideo                                                       | Curt Goetz                                                                   | 1979      | Emil und die Detektive                                          | Erich Kästner                                                    |
| Der Rattenfänger                                                             | Carl Zuckmayer                                                               | 1978      |                                                                 |                                                                  |
| Kleider machen Leute                                                         | Paul Wanner nach Gottfried Keller                                            | 1977      |                                                                 |                                                                  |
| Der fröhliche Weinberg                                                       | Carl Zuckmayer                                                               | 1976      |                                                                 |                                                                  |
| Der Maulkorb                                                                 | Heinrich Spoerl                                                              | 1975      |                                                                 |                                                                  |
| Der Spion von Aalen                                                          | Paul Wanner                                                                  | 1974      |                                                                 |                                                                  |
| Ein Dorf ohne Männer                                                         | Ödön von Horváth                                                             | 1973      |                                                                 |                                                                  |
| Die Kreuzelschreiber                                                         | Ludwig Anzengruber                                                           | 1972      |                                                                 |                                                                  |
| Der böse Geist Lumpazivagabundus                                             | Johann Nestroy                                                               | 1971      |                                                                 |                                                                  |
| Die Heiratslustigen                                                          | Johann Nestroy                                                               | 1970      |                                                                 |                                                                  |
| Die Pfingstorgel                                                             | Alois Lippl                                                                  | 1969      |                                                                 |                                                                  |
| Elmar                                                                        | Otto Thissen nach Friedrich Wilhelm Weber                                    | 1968      |                                                                 |                                                                  |
| Die Rabensteinerin                                                           | Ernst von Wildenbruch                                                        | 1967      |                                                                 |                                                                  |
| Die Weiber von Schorndorf                                                    | Paul Wanner                                                                  | 1966      |                                                                 |                                                                  |
| Der Schneider von Ulm                                                        | Paul Wanner                                                                  | 1965      |                                                                 |                                                                  |
| Der Geiger zu Gmünd                                                          | Paul Wanner nach Justinus Kerner                                             | 1964      |                                                                 |                                                                  |
| Der Talisman                                                                 | Johann Nestroy                                                               | 1963      |                                                                 |                                                                  |
| Die versunkene Glocke                                                        | Gerhart Hauptmann                                                            | 1962      |                                                                 |                                                                  |
| Im weißen Rößl                                                               | Gustav Kadelburg/Oskar Blumenthal                                            | 1961      |                                                                 |                                                                  |
| Bettler vor dem Kreuz                                                        | Paul Wanner                                                                  | 1960      |                                                                 |                                                                  |
| Schinderhannes                                                               | Carl Zuckmayer                                                               | 1959      |                                                                 |                                                                  |
| Wilhelm Tell                                                                 | Friedrich Schiller                                                           | 1958      |                                                                 |                                                                  |
| Der Meineidbauer                                                             | Ludwig Anzengruber                                                           | 1957      |                                                                 |                                                                  |
| Die Pfingstorgel                                                             | Alois Lippl                                                                  | 1956      |                                                                 |                                                                  |
| keine Aufführungen                                                           | keine Aufführungen                                                           | 1955      |                                                                 |                                                                  |
| Hedwig, die Banditenbraut                                                    | Theodor Körner                                                               | 1954      |                                                                 |                                                                  |
| Die Geierwally                                                               | Willi Webels nach Wilhelmine von Hillern                                     | 1953      |                                                                 |                                                                  |
| Sappho                                                                       | Franz Grillparzer                                                            | 1952      |                                                                 |                                                                  |
| Im weißen Rößl                                                               | Gustav Kadelburg/Oskar Blumenthal                                            | 1951      |                                                                 |                                                                  |
| Jedermann                                                                    | Hugo von Hofmannsthal                                                        | 1950      |                                                                 |                                                                  |
| Wilhelm Tell                                                                 | Friedrich Schiller                                                           | 1949      |                                                                 |                                                                  |
| keine Aufführungen aufgrund des Zweiten Weltkriegs und dessen Nachkriegszeit | keine Aufführungen aufgrund des Zweiten Weltkriegs und dessen Nachkriegszeit | 1940–1948 |                                                                 |                                                                  |
| Genoveva                                                                     | Friedrich Hebbel                                                             | 1939      |                                                                 |                                                                  |
| keine Aufführungen                                                           | keine Aufführungen                                                           | 1938      |                                                                 |                                                                  |
| Götz von Berlichingen                                                        | Johann Wolfgang von Goethe                                                   | 1937      |                                                                 |                                                                  |
| Ekkehard                                                                     | Franz Kaim                                                                   | 1936      |                                                                 |                                                                  |
| Die versunkene Glocke                                                        | Gerhart Hauptmann                                                            | 1935      |                                                                 |                                                                  |
| Im weißen Rößl                                                               | Gustav Kadelburg/Oskar Blumenthal                                            | 1934      |                                                                 |                                                                  |
| Die Andacht zum Kreuz                                                        | Pedro Calderon                                                               | 1933      |                                                                 |                                                                  |
| Faust                                                                        | Johann Wolfgang von Goethe                                                   | 1932      |                                                                 |                                                                  |
| Sappho                                                                       | Franz Grillparzer                                                            | 1931      |                                                                 |                                                                  |
| Der Oettinger                                                                | Karl Widmaier                                                                | 1930      |                                                                 |                                                                  |
| Die Braut von Messina                                                        | Friedrich Schiller                                                           | 1929      |                                                                 |                                                                  |
| Der arme Heinrich                                                            | Gerhart Hauptmann                                                            | 1928      |                                                                 |                                                                  |

### Inszenierungen des Vereins außerhalb der Freilichtbühne
Immer wieder kommt es zu Inszenierungen, die das Waldbühne-Team auch auf Bühnen außerhalb der eigenen Freilichtbühne zeigt. Beispielsweise war dies in folgenden Jahren der Fall:
- 2009: Momo nach Michael Ende, Alter Schlachthof Sigmaringen
- 2011: Die Welle nach Morton Rhue, Hoftheater Sigmaringen, Alte Kirche Rulfingen, Fridolin Laucherthal
- 2013: Herr der Diebe nach Cornelia Funke, Hoftheater Sigmaringen
- 2015: RisikoFaktor – eine szenische Collage, Eigenproduktion, Hoftheater Sigmaringen
- 2017: Nach Schwaben, Kinder!, Eigenproduktion, Alter Schlachthof, Sigmaringen
- 2019: Anne Frank – in Sicherheit gefangen, Eigenproduktion, Alter Schlachthof Sigmaringen
- 2020: Der Vorname nach Matthieu Delaporte und Alexandre de la Patellière, Donau-Lauchert-Halle Sigmaringendorf
- 2021: MaleFiz – Hohenzollerns Hexenkinder, Eigenproduktion, Theaterspaziergang auf und um das Gelände der Freilichtbühne
- 2023: Die weiße Rose – alles für den Widerstand, Eigenproduktion, Donau-Lauchert-Halle Sigmaringendorf
- 2024: „Böse“ nach Florian Wein, Gemeindehaus Sigmaringendorf
- 2025: „Letzte Hoffnung Schweiz“, Eigenproduktion, Donau-Lauchert-Halle Sigmaringendorf

## Auszeichnungen
2014 wurde der Theaterverein Waldbühne mit dem Ehrenamtspreis Echt gut! des Landes Baden-Württemberg ausgezeichnet.
Im Jahr 2016 wurde die Jugendgruppe der Waldbühne Sigmaringendorf mit einem von 13 bundesweit vergebenen HelferHerzen der Drogeriemarktkette dm ausgezeichnet. Die Preisübergabe fand im Rahmen des Bürgerfests des Bundespräsidenten auf Schloss Bellevue statt.
Beim baden-württembergischen Staatspreis für Amateurtheater Lamathea erhielt die Waldbühne Sigmaringendorf für ihre Winterproduktionen Nach Schwaben, Kinder! (2017) und Anne Frank: In Sicherheit gefangen (2019) jeweils eine Nominierung in der Kategorie Theater mit Kindern und Jugendlichen.
2023 erhielt die Waldbühne den Kulturpreis des Landkreises Sigmaringen. Das „Junge Theater“ der Waldbühne wurde zudem 2023 mit dem Jugendpreis des Stuttgarter Friedenspreises für die Inszenierung „Die weiße Rose – alles für den Widerstand“ ausgezeichnet.
Nach zwei zweiten Plätzen in den Jahren 2017 und 2019 konnte das Ensemble Junges Theater der Waldbühne 2025 erstmals den Lamathea gewinnen.